# Róbert Gál
Robert Gál (Canadá, 30 de marzo de 1979) es un gimnasta artístico húngaro, medallista de bronce del mundo en 2005 en el ejercicio de suelo.

## 2005
En el Mundial de Melbourne 2005 gana el bronce en la prueba de suelo, tras el brasileño Diego Hypólito (oro), el canadiense Brandon O'Neill (plata) y empatado a puntos con el chino Liang Fuliang.